# Max Don't Have Sex With Your Ex
"Max Don't Have Sex With Your Ex" é uma canção da banda alemã de eurodance E-Rotic, que foi lançada em 1994 como single de estreia do grupo e de seu álbum, Sex Affairs. A canção obteve ótimo desempenho na Europa, tendo conseguido alcançar o top 20 na Alemanha, Áustria, Bélgica, Finlândia, França, Holanda e Suíça.
A canção é mais reconhecida pelo seu videoclipe, que foi dirigido pelo diretor Hartcore. Nele é possível ver a esposa de Max dormindo sozinha porque Max é visto traindo ela. A esposa mais tarde abre os olhos descobrindo que seu marido está a traindo no apartamento da ex dele. O videoclipe posteriormente retrata várias situações de Max que está tentando manter possíveis relações sexuais com sua amante na piscina de sua casa, em um planeta e até mesmo em uma estação de metrô (enquanto sua esposa procura vigiar seus atos em um telescópio).

## Lista de Faixas

#### CD maxi - Europe
1. "Max Don't Have Sex With Your Ex" (radio edit) – 3:31
2. "Max Don't Have Sex With Your Ex" (extended version) – 5:23
3. "Max Don't Have Sex With Your Ex" (Hot Sex Max Mix) – 5:23

#### CD single, 12" maxi – remixes
1. "Max Don't Have Sex With Your Ex" (Dance The Max) – 6:12
2. "Max Don't Have Sex With Your Ex" (Touch The Max) – 4:24
3. "Max Don't Have Sex With Your Ex" (Rave The Max) – 5:04

## Desempenho nas paradas musicais
| Parada musical (1994/95)                   | Melhor posição |
| ------------------------------------------ | -------------- |
| Austrália - (ARIA)                         | 67             |
| Áustria - (Ö3 Austria Top 40)              | 12             |
| Bélgica - (Ultratop 50 Flanders)           | 8              |
| União Europeia - (Eurochart Hot 100)       | 25             |
| Finlândia - (Suomen virallinen lista)      | 15             |
| França - (SNEP)                            | 20             |
| Alemanha - (Official German Charts)        | 7              |
| Países Baixos - (Dutch Top 40)             | 4              |
| Suíça - (Schweizer Hitparade)              | 14             |
| Reino Unido - (The Official Chart Company) | 45             |